# Barbara Koch-Priewe
Barbara Koch-Priewe (* 9. August 1950 in Marburg) ist eine deutsche Erziehungswissenschaftlerin und war bis 2015 Professorin für Erziehungswissenschaft in der AG 4 „Schulentwicklung und Schulforschung“ der Erziehungswissenschaftlichen Fakultät an der Universität Bielefeld.
Sie ist als Dipl.-Psychologin ausgebildet. Vor der Promotion in Marburg bei Wolfgang Klafki war sie als Wissenschaftliche Mitarbeiterin im Marburger Grundschulprojekt und im Projekt EVI CIEL (Münster) beschäftigt. Anschließend war sie langjährig als Unterrichtsforscherin am Bielefelder Oberstufenkolleg tätig. Vor ihrer Berufung im Jahr 2008 nach Bielefeld hatte sie Vertretungsprofessuren an der Universität Kassel und Philipps-Universität Marburg sowie ordentliche Professuren für Allgemeine Didaktik und Schulpädagogik an der Universität zu Köln (1998–2004) und der Technischen Universität Dortmund (2004–2008).
Ihre wissenschaftlichen Arbeitsschwerpunkte liegen in der allgemeinen Didaktik und Bildungstheorie, der Lehrer-Professionsforschung und -Bildung, der Schulentwicklung sowie der pädagogischen Geschlechterforschung und dem gemeinsamen Unterricht/Inklusion.

## Werke (Auswahl)
- Portfolio in der LehrerInnenbildung: Konzepte und empirische Befunde. Klinkhardt, Bad Heilbrunn 2013, ISBN 978-3-7815-1931-2.
- Jungen – Sorgenkinder oder Sieger?: Ergebnisse einer quantitativen Studie und ihre pädagogischen Implikationen. Verlag für Sozialwissenschaften, Wiesbaden 2009, ISBN 978-3-531-15859-4.
- Herausgabe von: Schulprogramme zur Mädchen- und Jungenförderung: die geschlechterbewusste Schule. Beltz Verlag, Weinheim/Basel 2002, ISBN 3407252587.
- Schulpädagogisch-didaktische Schulentwicklung: Professionalisierung von LehrerInnen durch interne Evaluation als erziehungswissenschaftliche Theorie-Praxis-Reflexion am Beispiel des Oberstufen-Kollegs Bielefeld. Schneider-Verlag Hohengehren, Baltmannsweiler 2000, ISBN 3-89676-283-4.